# Petropavlovsk-Kamtchatski

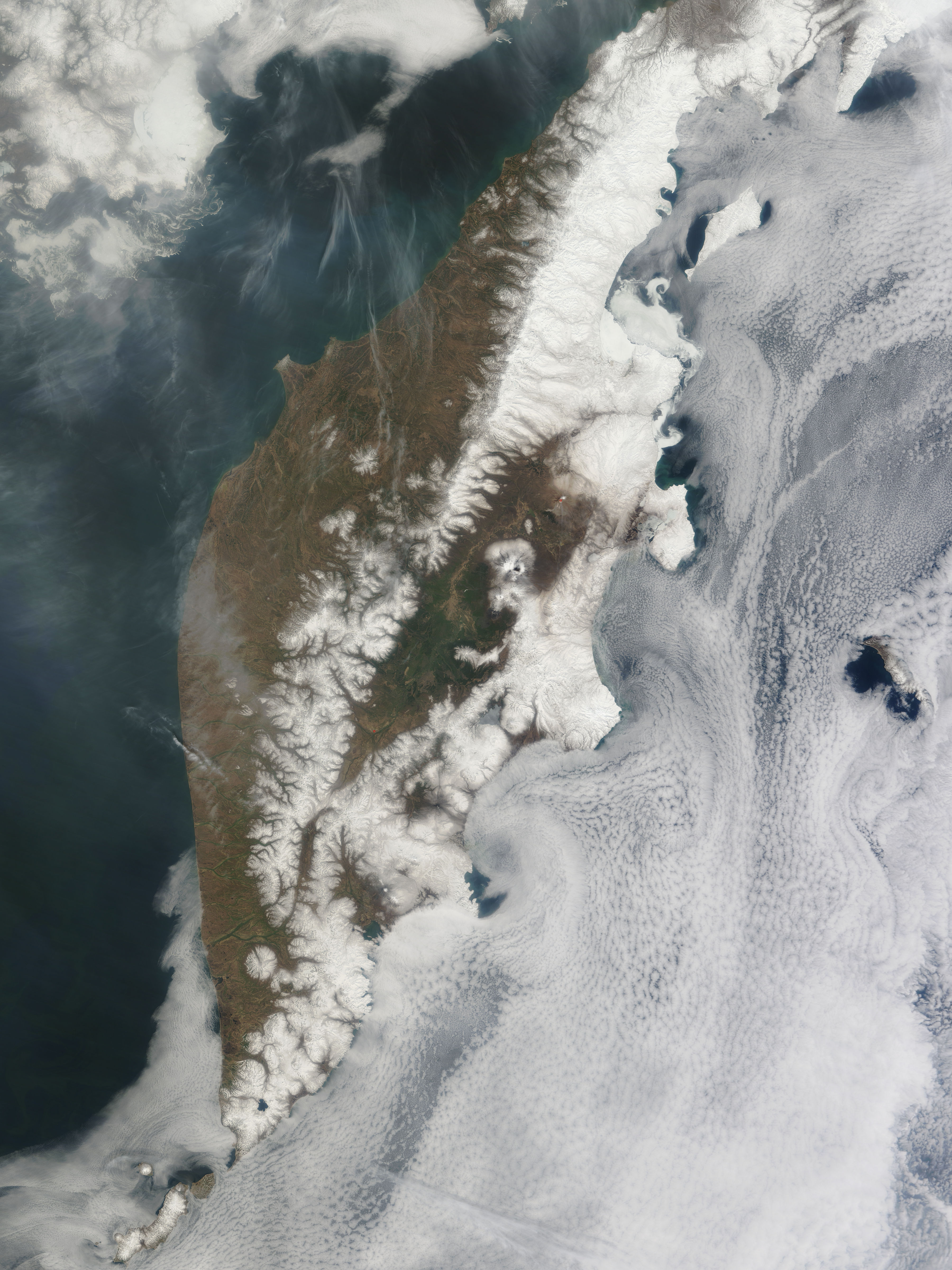
Petropavlovsk-Kamchatsky, na península de Camecháteca

Pronunciação
Kamtchatski ou Petropavlovsk-Kamchatskiy (em russo:  Камчатский, em kamtchdal: Хүлүнбаатар; Алтанбүүлаг) é um município da Rússia. Constitui o centro administrativo, industrial, científico e cultural do Oblast de Camecháteca e da península de Camecháteca. Está situada na baía Avacha, na parte oriental da península, nas margens do oceano Pacífico. Sua população é de 183.721 habitantes (2006).
A cidade foi fundada em 17 de Outubro de 1740 no lugar de uma aldeia chamada Aushin como presídio de Pedro e Paulo (Петропавловский острог) durante a Segunda Expedição a Camecháteca (1733-1743) começada pelos exploradores Vitus Bering e Aleksei Chirikov, e teve o nome dos barcos (Apóstolo Pedro e Santo Apóstolo Paulo) que formaram a mesma expedição.
Em 1812, foi concedida a categoria de cidade com o nome de Porto de Pedro e Paulo (Петропавловская гавань). De 1849 a 1924 ganhou o nome de Petropavlovsky Port (Петропавловский Порт) e, a partir de 1924, o nome definitivo de Petropavlovsk-Kamchatsky.

A cidade está dividida nos bairros de Lenin (Ленинский) e de Outubro (Октябрьский). É rodeada por cadeias montanhosas vulcânicas e converteu-se num importante centro turístico. A 50 km a norte da cidade está Klyuchi.

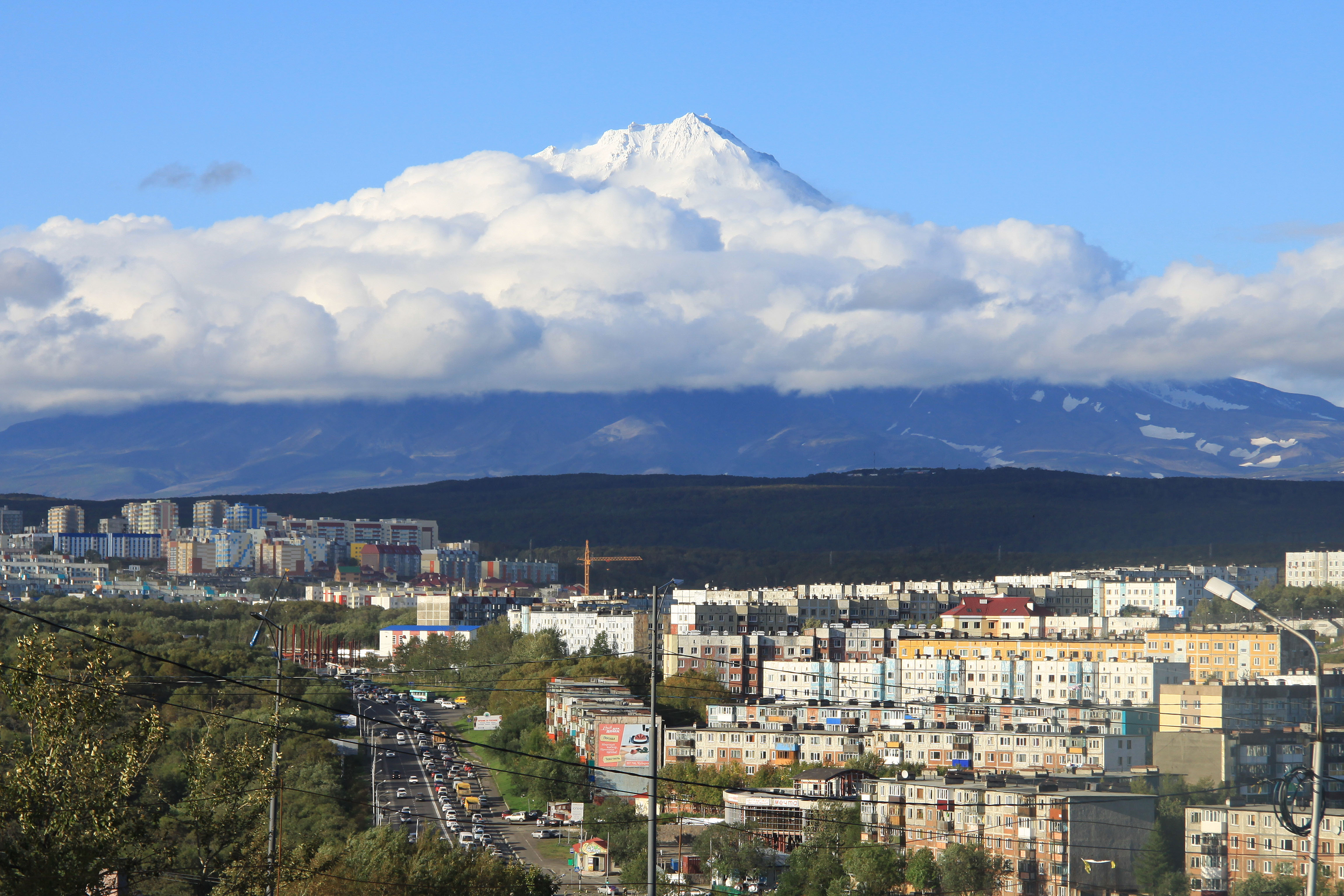
Uma vista de Petropavlovsk-Kamchatsky

## Cidades-irmãs
- Unalaska, Estados Unidos (1990)
- Kushiro, Japão (1998)
- Sebastopol, Rússia (2009)
- Nadym, Rússia (2020)